# Битва при Бычине
Битва при Бычине, также известна как Битва при Питчине (нем. Pitschen; пол. Byczyna), решающее сражение первой войны за польское наследство между двумя претендентами на корону Речи Посполитой. Армии обеих сторон составляли примерно 6 тыс. человек, бой произошёл 24 января 1588 года у силезского города Пичен (Бычина) в нескольких километрах от австро-польской границы. Завершился победой шведско-польской фракции Сигизмунда III Вазы над представителем Габсбургов эрцгерцогом Максимилианом.

## Предыстория
В 1586 году умер король Стефан Баторий, и в последовавших затем выборах нового правителя приняли участие сын шведского короля Сигизмунд III Ваза и представитель династии Габсбургов Максимилиан III. Каждый из них имел свои партии и влиятельных сторонников в Речи Посполитой: сторону шведа держали канцлер и коронный гетман Ян Замойский и Примас Польши Станислав Карнковский, сторону австрийца — Зборовские. Соперничество между семьями Замойских и Зборовских возникло много лет назад, и напряженность во время выборов усилилась.
Сигизмунд, поддержанный Замойским и женой бывшего короля Анной Ягеллонкой, был избран королем Речи Посполитой 19 августа 1587 года и признан таковым интеррексом примаса. Однако выборы оспаривались Максимилианом, и его сторонники 22 августа признали его законным монархом. Семья Зборовских призвала к рокошу (законному праву на восстание), и выборы закончились хаосом, несколько человек были убиты и многие получили ранены. Замойские и Зборовские понимали, что в случае поражения им грозит суровое наказание — от конфискации владений и потери престижа до возможного смертного приговора за измену.
На тот момент оба претендента не находились в стране, но после новостей об итогах выборов отправились в Речь Посполитую. 28 сентября Сигизмунд прибыл в Данциг, и примерно через две недели отправился в Краков, куда прибыл 9 декабря и где был коронован 27 декабря.
Максимилиан попытался разрешить спор, перебросив в Польшу вооруженные силы и начав первую войну за польское наследство. После неудачной попытки взять Краков в конце 1587 года, успешно защищенной Замойским, он отступил, чтобы собрать дополнительные подкрепления, но его преследовали силы, верные Сигизмунду. Замойский сначала хотел избежать крупного сражения, так как надеялся на дополнительные подкрепления и припасы, но когда стало очевидно, что Максимилиан получит подкрепление первым, он решил атаковать. Он также получил разрешение короля пересечь границу и напасть на Максимилиана в Силезии. Замойский разделил свою армию на несколько полков, способных двигаться быстро, примерно по 24 километра в день. Он реформировал свою армию через неделю под Ченстоховой. 22 января 1588 года Максимилиан перешел границу и направился в сторону Бычины (Пичен) в Силезии, входившей во владения Габсбургов.

## Силы сторон
Стороны имели равные армии: Максимилиан вёл с собой около 6500 человек, около половины из которых (3290) были пехотой. Его силы состояли в основном из силезцев, венгров и моравцев, 600 польских всадников под командованием польского магната-кальвиниста Станислава Стандицкого по прозвищу Ланьцутский Дьявол, а также артиллерии из четырёх тяжёлых и порядка двенадцати лёгких пушек. Одним из известных сторонников Габсбурга, участвовавшим в сражении, был поэт Адам Чахровский. Силы Замойского насчитывали около 6000 человек, в том числе 3700 кавалеристов, 2300 пехотинцев и несколько орудий. В целом силы Максимилиана имели преимущество в пехоте, а силы Замойского — в кавалерии. Поляки отдавали предпочтение кавалерии, которая обладала высокой мобильностью и использовала эффективную тактику атаки, но также это означало что их пехота была слишком ориентирована на поддержку кавалерии.

## Сражение

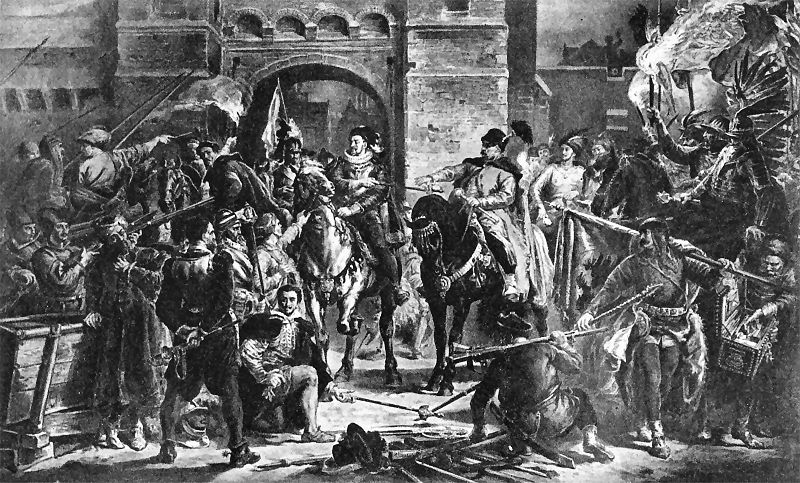
Ян Матейко. Замойский под Бычиной.

В ночь на 24 января армия эрцгерцога заняла позиции восточнее городка Бычина на королевской дороге, ведущей в Польшу. Они чувствовали себя в безопасности в своем лагере, на габсбургской стороне границы, и не ожидали, что поляки перейдут границу. Замойский выстроил свои силы в три линии и смог расположить их под углом к линии противника.
Точное положение Войска Польского неизвестно, но часть польского правого фланга, тихо двигаясь в густом тумане, окружила левый фланг Максимилиана. После того, как туман начал рассеиваться, эрцгерцог понял, что его войска обходят с фланга, и его отступление к Бычине находится под угрозой. Он приказал атаковать, но его приказ был неверно передан, и венгерский полк начал отступать. Польское левое крыло под командованием будущего гетмана Станислава Жолкевского рассеяло противостоявшие соединения. В битве участвовало больше пехоты, чем во многих других битвах Речи Посполитой, но даже в этом случае польская кавалерия (польские крылатые гусары) сыграла важную роль. Битва началась с нескольких дуэлей между элеарами (отборными конниками), за которыми вскоре последовали атаки польской кавалерии на левом фланге и в центре, которые не привели к каким-либо значительным прорывам ни для одной из сторон. Полагают, что Замойский умело руководил битвой, сумев обратить её ход в свою пользу сразу в нескольких точках. В конце концов, контратака польских гусар на левом фланге разгромила венгерскую кавалерию Максимилиана и вынудила его армию начать отступление, которое стало кровавым и быстро превратилось в общее бегство с тяжёлыми потерями.

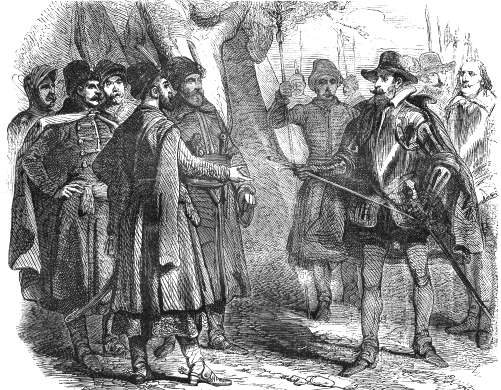
Анж-Луи Жане. Ян Замойский берёт в плен Максимилиана.

Весь бой продлился от одного до двух часов. Максимилиан укрылся в Бычине, но поляки захватили его артиллерию и направили орудия на город. Прежде чем польские войска начали штурм, Максимилиан сдался и был пленён. Таким образом, битва закончилась решающей победой польско-шведской фракции.

## Последствия
Точные потери неизвестны, но армия эрцгерцога понесла более тяжелые потери, оцениваемые примерно в 2000 человек, тогда как поляки потеряли около 1000 человек. Жолкевский захватил вражеский штандарт, но получил ранение в колено, из-за которого остался хромым на всю жизнь. После вмешательства папского посланника Максимилиана освободили, но только после того, как он провел тринадцать месяцев в качестве «гостя» Замойского в Бендзинском замке. По Бытомско-Бендзинскому договору от 9 марта 1589 года Максимилиан отказывался от польской короны, а его брат и император Священной Римской империи Рудольф II поклялся не заключать никаких союзов против Польши с Московским царством или Швецией. Город Любовля, захваченный Максимилианом в начале конфликта, был возвращен Польше. По возвращении в Вену Максимилиан не выполнил свое обещание, и отказался от своих притязаний на польскую корону лишь в 1598 году.

## Рекомендации
1. 1 2  Norman Davies. God's Playground: The origins to 1795. — Columbia University Press, 2005-03-30. — P. 328. — ISBN 978-0-231-12817-9.
2. 1 2 3 4 5 6 7  Oskar Halecki. The Cambridge History of Poland / Oskar Halecki, W: F. Reddaway, J. H. Penson. — CUP Archive. — P. 452–453. — ISBN 978-1-00-128802-4. Источник. Дата обращения: 5 марта 2022. Архивировано 11 июня 2020 года.
3. 1 2 3 4 5 6 7 8 9 10 11 12 13 14 15   (пол.) Sławomir Leśniewski. Człowiek, który upokorzył Habsburgów: Zamoyski pod Byczyną Архивная копия от 19 декабря 2013 на Wayback Machine, Polityka, 26 March 2010
4. 1 2 3 4  Daniel Stone. The Polish-Lithuanian state, 1386-1795. — University of Washington Press, 2001-09-01. — P. 131–132. — ISBN 978-0-295-98093-5. Источник. Дата обращения: 5 марта 2022. Архивировано 18 января 2020 года.
5. 1 2 3 4  Marek Plewczyński. JAN ZAMOYSKI herbu Jelita (1542-1605) hetman wielki // Hetmani Rzeczypospolitej Obojga Narodów. — Wydawn. Bellona, 1995. — P. 121. — ISBN 978-83-11-08275-5. Источник. Дата обращения: 5 марта 2022. Архивировано 26 июня 2014 года.
6. 1 2  Tadeusz Mikulski. Pisma wybrane. — Wydawnictwo Uniwersytetu Wrocławskiego, 2005. — P. 27. — ISBN 978-83-229-2610-9. Источник. Дата обращения: 5 марта 2022. Архивировано 5 марта 2022 года.
7. 1 2 3 4 5 6 7 8 9  Marek Plewczyński. JAN ZAMOYSKI herbu Jelita (1542-1605) hetman wielki // Hetmani Rzeczypospolitej Obojga Narodów. — Wydawn. Bellona, 1995. — P. 122. — ISBN 978-83-11-08275-5. Источник. Дата обращения: 5 марта 2022. Архивировано 26 июня 2014 года.
8. 1 2 3 4 5 6 7  Dariusz Kramarczyk. Wojsko europejskie a wojsko polskie w XVI wieku. Na polach bitew. Interkl@asa: Polski Portal Edukacyjny. Дата обращения: 1 июля 2012. Архивировано 5 марта 2022 года.
9. 1 2  Henry Krasiński. Mary Barton: an historical tale of Poland. — A.K. Newman and Co., 1846. — P. 263–264.
10. ↑  J. K. Fedorowicz. A Republic of nobles: studies in Polish history to 1864 / J. K. Fedorowicz, Maria Bogucka, Henryk Samsonowicz. — CUP Archive, 1982. — P. 186. — ISBN 978-0-521-24093-2. Источник. Дата обращения: 5 марта 2022. Архивировано 5 марта 2022 года.
11. ↑  Richard Brzezinski. Polish Winged Hussar 1576-1775 / Richard Brzezinski, Velimir Vukšić. — Osprey Publishing, 2006-07-25. — P. 6. — ISBN 978-1-84176-650-8.
12. ↑  Janusz Wankowicz. Poland: a handbook. — Interpress Publishers, 1974. — P. 44. Источник. Дата обращения: 5 марта 2022. Архивировано 5 марта 2022 года.